# Problem liczbowy
Problem liczbowy – taki problem decyzyjny (to nie jest warunek konieczny – może być optymalizacyjny), w którym wielkość liczb występujących w opisie każdej jego instancji nie jest ograniczona wielomianowo przez rozmiar problemu.

## Definicja formalna
Problem {\displaystyle \pi } jest problemem liczbowym, jeśli dla każdego wielomianu {\displaystyle P} istnieje taka instancja {\displaystyle I} problemu {\displaystyle \pi ,} że
{\displaystyle \max(I)>P(n(I)),}
gdzie {\displaystyle \max(I)} to największa liczba występująca w opisie instancji {\displaystyle I,} a {\displaystyle n(I)} to rozmiar tej instancji.

## Przykłady
Następujące problemy są problemami liczbowymi:
- problem komiwojażera
- problem plecakowy
- problem podziału zbioru na trójelementowe podzbiory

Następujące problemy natomiast nie są problemami liczbowymi:
- problem kolorowania grafu
- problem maksymalnego skojarzenia
- problem spełnialności